# 萊克瓦利 (加利福尼亞州)
萊克瓦利（英語：Lake Valley）是位於美國加利福尼亞州埃爾多拉多縣的一個非建制地區。該地的面積和人口皆未知。

## 地理
萊克瓦利的座標為38°55′48″N 120°00′17″W / 38.93000°N 120.00472°W，而該地的平均海拔高度為1892米（即6207英尺）。